# Jahmar Young
Jahmar Clinton Lamont Young (Baltimora, 18 novembre 1986) è un cestista statunitense.